# ليديا ماي أميس

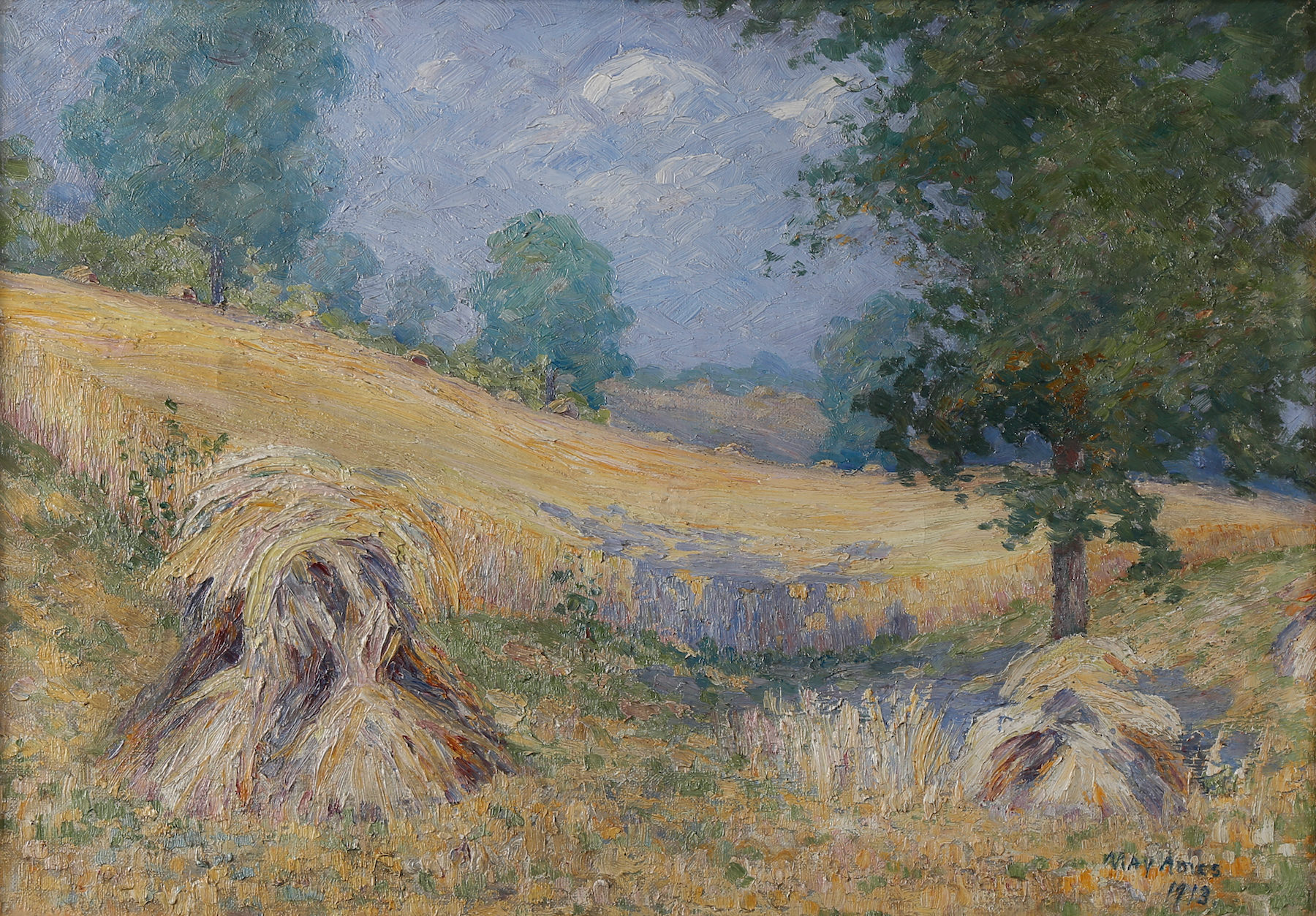
"An Oat Field" by Lydia May Ames (1913)

ليديا ماي أميس (بالإنجليزية: Lydia May Ames) هي رسامة أمريكية، ولدت في 1863 في Broadway–Slavic Village ‏ في الولايات المتحدة، وتوفيت في 1 أكتوبر 1946.